# Onthophagus helciatus
Onthophagus helciatus är en skalbaggsart som beskrevs av Edgar von Harold 1871. Onthophagus helciatus ingår i släktet Onthophagus och familjen bladhorningar. Inga underarter finns listade i Catalogue of Life.